# تاريخ الديمقراطية المباشرة في الولايات المتحدة
يعود تاريخ الديمقراطية المباشرة في أوساط الأمريكيين غير الأصليين في الولايات المتحدة إلى ثلاثينيات القرن السابع عشر في مستعمرات نيو إنجلاند. ما تزال العديد من بلدات نيو إنجلاند تمارس هذا التقليد على هيئة اجتماعات بلدة مفتوحة.

## القرن التاسع عشر
أصبحت الاستفتاءات وسيلة لحل القضايا المعقدة التي سادت خلال منتصف القرن التاسع عشر، بما في ذلك حركة الاعتدال. أقرت بعض الولايات حظرًا تامًا على الكحول، بينما استحدثت بقية الولايات نسخة من خيار محلي، والذي سُمح للمواطنين بموجبه التصويت على السماح ببيع الكحول في مناطقهم.

## الحقبة التقدمية

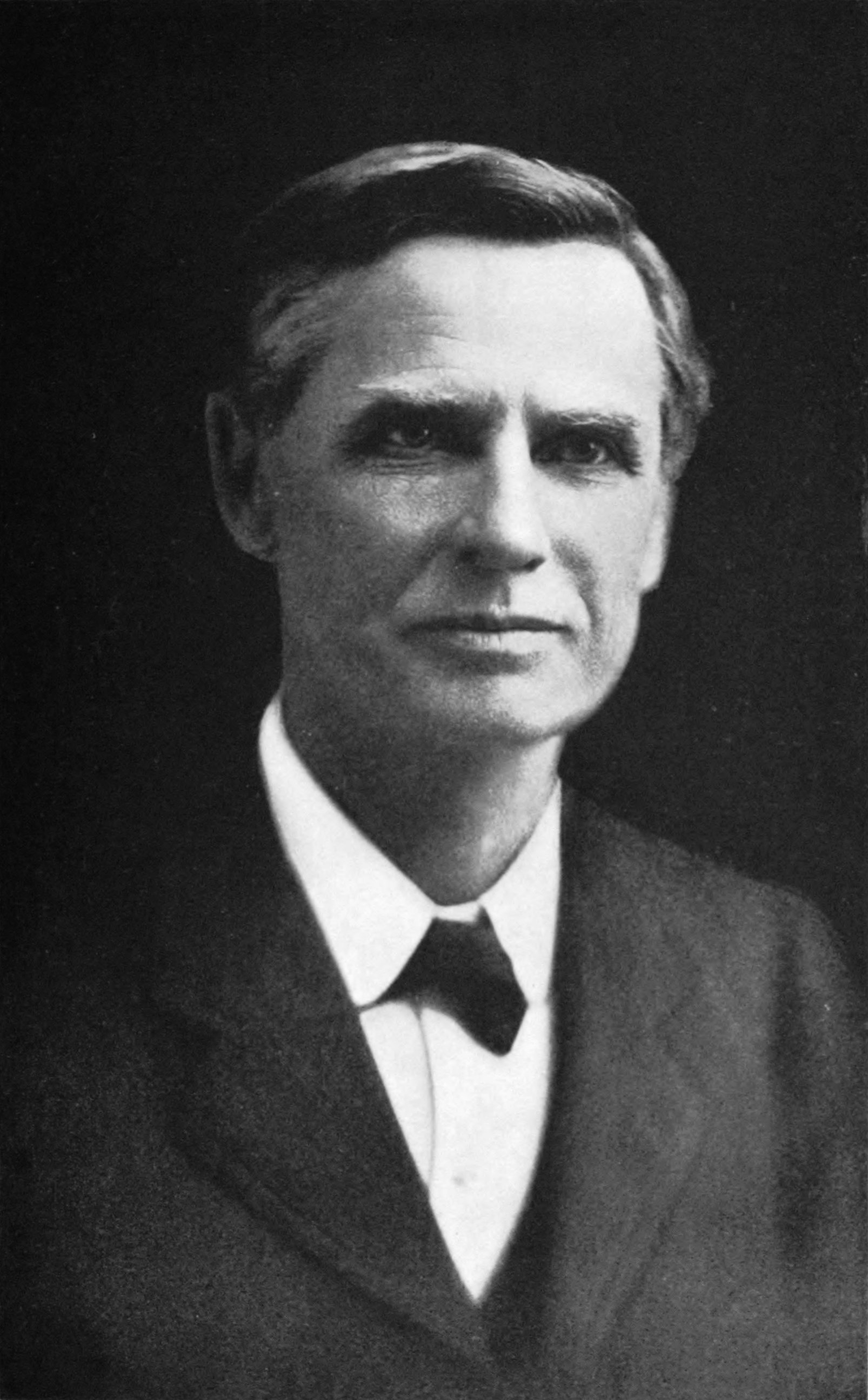
المحامي الأميركي وليام سيمون يورين.

منذ عام 1878، شهدت الحقبة التقدمية تكاتف ملايين المزارعين الأمريكيين لتجاوز فترة ما بعد الحرب الأهلية، إذ اعتمد صغار المزارعين على ربط نظام رهن المحاصيل بالاقتصاد التعاوني. عارض المزارعون الممارسات الفاسدة والمستغلة للقطاع المالي الوطني، وحاولوا تحسين ظروفهم من خلال الانخراط في السياسة الشعبوية وتشكيل حزب الشعب قصير الأمد، وهو حزب سياسي حيوي قام خلال الفترة من عام 1892 إلى 1896. اندمج الحزب مع الحزب الديمقراطي في أواخر عام 1890، وانهار كليًا بحلول عام 1909 إلى نظام الحزبين.
شكلت التقدمية منظمات مواطنة مترابطة على الصعيد الوطني لتوسيع نطاق هذه الحركة الديمقراطية، مستلهمة ذلك من الجهود التي بذلها ملايين المزارعين، والحقائق التي كشفها الصحفيون المحققون (الذين اشتهروا بلقب المكراكرز)، والروابط بين انتهاكات المصالح الخاصة للمزارعين وانتهاكات المصالح الخاصة للعمال في المناطق الحضرية. من عام 1898 إلى عام 1918، نفّذت الحركة التقدمية، بتأييد من عشرات ملايين المواطنين، العديد من العرائض بشأن التنسيب الدستوري للديمقراطية المباشرة في 26 ولاية.

### الحركات الشعبوية والعمالية
رأت أغلبية المواطنين أنه من الضروري وضع العرائض المطالبة بتنسيب الديمقراطية المباشرة في الدستور. نظرًا للفساد الواضح في حكومات الولايات، اعتُبر انعدام السيطرة العامة السيادية على قرارات الهيئات التشريعية للولايات «عيبًا أساسيًا» في الآلية التشريعية للدولة. أصر المدافعون على أن السبيل الوحيد لإنجاح رؤية الآباء المؤسسين يتلخص في اجتثاث «الادعاءات الكاذبة» للحكومة التمثيلية وذلك عن طريق إقرار التشريع الشعبي المباشر السيادي (اللجنة الخاصة التابعة لجامعة الاقتصاد الوطني، عام 1912). بدأت الأطراف الأخرى والمنظمات الوطنية في الضغط على قضية الديمقراطية المباشرة في تسعينيات القرن التاسع عشر، وعادة ما ارتبطت ارتباطًا وثيقًا بقضايا تقدمية أخرى كحق المرأة في الاقتراع وحق تقديم العرائض وسياسة الفضة الحرة وحركة العمال والانتخاب المباشر لأعضاء مجلس الشيوخ. بدأت المنظمات العمالية، كفرسان العمل، طرح استفتاءات متكررة لتقرير السياسة على الصعيد الوطني، وصوتت العديد من الاتحادات، كاتحاد العمال الرسميين، لصالح تأييد هذا النموذج من التشريعات المباشرة في السياسة. كان حزب الشعب، أو ما يُعرف بالشعبويين، أحد أبرز الأحزاب السياسية التي نفذّت التشريعات المباشرة. وضع الشعبويون تشريعًا مباشرًا في برنامجهم في عام 1896، وحققوا فوزًا لاحقًا من العام ذاته، فحصلوا على 5 مقاعد في مجلس الشيوخ و22 مقعدًا في مجلس النواب.
في عام 1897، اعتمدت ولاية نبراسكا نظام الاستفتاء للحكومات البلدية داخل حدودها. كانت داكوتا الجنوبية أول ولاية تعتمد الاستفتاء في نظامها على إثر النظام السويسري في عام 1898. في عام 1902، اعتُمد نظام المبادرة والاستفتاء في ولاية أوريغون على نطاق واسع ووُضع في دساتير الولايات الغربية، وأُشير إلى النظام شعبيًا باسم «نظام أوريغون». كان ويليام سايمون وورين أحد أبرز المدافعين عن الديمقراطية المباشرة. مع ذلك، لم ينجح كل ما تعلّق بالديمقراطية المباشرة. علاوة على ذلك، رفض سكان تكساس نظام الاستفتاء لأن النسخة التي طرحتها الهيئة التشريعية على الاقتراع تطلبت نسبة 20% من الأصوات. فشلت ولايات أخرى في فرض التعديلات الدستورية لوضع الديمقراطية المباشرة، بما في ذلك ميسيسيبي وميزوري وويسكونسن ووايومنغ. بحلول عام 1918، تضاءل الحماس، وتباطأت جهود توسيع نطاق الديمقراطية المباشرة على مدى 50 عامًا مقبلًا. في عام 1968، اعتمدت ولاية فلوريدا مبادرة الحق في الاقتراع بموجب دستور جديد للولاية، على أن تُطبَق على التعديلات الدستورية، واعتمدت ميسيسيبي شكلًا مقيدًا من عملية المبادرة في عام 1992.
انتشرت قوانين المبادرة والاستفتاء بين المواطنين في مختلف أنحاء الولايات المتحدة نظرًا لعدم استجابة الهيئات التشريعية في الولايات لمطالب المواطنين باستحداث القوانين التي كان الناس في حاجة إليها لحماية أنفسهم من جماعات الضغط، ومبدأ عدم التدخل الاقتصادي، والإقطاعيين آنذاك. علاوة على ذلك، في حين سارعت الهيئات التشريعية إلى إصدار قوانين تصب في مصالح خاصة، كانت هي والمحاكم على حد سواء غير مرنة في رفضها تعديل تلك القوانين أو إلغاءها أو الفصل فيها بطرق من شأنها القضاء على مزايا المصالح الخاصة ووضع حد لإساءة معاملة الأغلبية.

## أمثلة المبادرة
يوجد العديد من الأمثلة على المبادرات والاستفتاءات في الولايات المتحدة، ومنها:

### كاليفورنيا
في السادس من يونيو 1978، سنّ ناخبو ولاية كاليفورنيا المقترح رقم 13، والمعروف بمبادرة الاقتراع. أسفر إقرار المقترح عن فرض سقف على معدلات ضريبة الملكية في الولاية، وخفضها بنسبة 57% في المتوسط. جرى ترويج المقترح 13 على نطاق واسع، وليس في كاليفورنيا فحسب، بل في جميع أنحاء الولايات المتحدة. حفّز إقراره تمرد دافعي الضرائب في جميع أنحاء البلد.
عُنوِن المقترح 13 رسميًا باسم «المبادرة الشعبية للحد من الضرائب على الممتلكات». جرى إقراره بنسبة 65% من الناخبين المؤيدين و35% من المعارضين، مع مشاركة 70% من الناخبين المسجلين. أُدرِج المقترح في أوراق الاقتراع من خلال مبادرة كاليفورنيا (أو عملية الاستفتاء) والتي يجري بموجبها وضع قانون مقترح أو تعديل دستوري، يُطلق عليه اسم «مقترح»، على أوراق الاقتراع بمجرد جمع مؤيديه لعدد كاف من التوقيعات على العريضة. أُقِر المقترح رقم 13، وأصبح المادة رقم 13 أ من دستور ولاية كاليفورنيا.

### ماساتشوستس
في عام 1980، أصدرت ولاية ماساتشوستس قانونًا مماثلًا، في إطار عملية تقديم العرائض بموجب نظام المبادرة في الولاية، وعُرف باسم المقترح 2 1/2، والذي أضاف تخفيضًا على معدل ضريبة رسوم السيارات داخل ولاية ماساتشوستس وعلى ضريبة الممتلكات في مقترح كاليفورنيا رقم 13، ما حد من مستويات الضرائب إلى 25 دولارًا لكل 1000 دولار من قيمة الممتلكات أو المركبات التي تُفرض هذه الضريبة عليها في ماساتشوستس.

### نيفادا
في عام 1990، عقد المجتمع المدني في ولاية نيفادا العزم على التقليل من حدة الجدل الدائر حول الإجهاض. تعرضت الهيئة التشريعية في نيفادا لضغوط مارستها منظمات مؤيدة للحياة لتغيير قانون الإجهاض في الولاية. أيّدت المنظمات المناصرة للاختيار قرار حرية الإجهاض، ودعت لإبقائه كما هو. عمدت المنظمات المؤيدة للاختيار إلى الاستفادة من سمة نادرة الاستخدام في قانون نيفادا، والتي تتعلق بالبحوث والتطوير، وتقدمت بالتماس لإجراء استفتاء بشأن القانون القائم. كانت تلك هي المرة الخامسة فقط، منذ إقرار اشتراك المواطنين في سن القوانين في ولاية نيفادا في عام 1912، التي استُخدم فيها الاستفتاء على قانون الولايات القائم. نظرًا للأحكام الدستورية التي تحكم هذا الاستفتاء بالذات، فإن إقرار قانون الدولة يعني منع الهيئة التشريعية من تعديل القانون، والشعب وحده هو الذي بإمكانه تعديل هذا القانون فيما يُعرف بحكم الاستفتاء «نراه أولًا».
عملت هذه المبادرة بوصفها صمام الأمان للهدف الذي وُضعت لأجله. منح ناخبو ولاية نيفادا الشرعية للقانون الدائم، مع موافقة أغلبية تجاوزت نسبة 60%، بينما لم يتمكن القليل من المشرعين من الاحتجاج في أي وقت مضى في خضم مثل هذا الجدل الهائل. سرعان ما هدأ الخلاف حول هذا الموضوع مع استبعاد السلطة التشريعية من الصورة قانونيًا، وشرعية الاستفتاء الكبيرة التي اعترف بها الجانبان. للهيئة التشريعية حرية إحالة القوانين أو التعديلات الدستورية المقترحة المتعلقة بالإجهاض إلى الشعب، ولكن الشعب وحده صاحب القرار في هذه المسألة.